# Syzygium impressum
Syzygium impressum là một loài thực vật có hoa trong Họ Đào kim nương. Loài này được N.H.Xia, Y.F.Deng & K.L.Yip mô tả khoa học đầu tiên năm 2008.